# Космічні сили США
Космічні сили США (англ. United States Space Force) — шостий вид збройних сил США, призначений для здійснення військових операцій у космічному просторі. Засновані 20 грудня 2019 року зі штаб-квартирою у Пентагоні. Згідно із Законом про Космічні сили, вони будуть організовані, навчені та оснащені для забезпечення свободи функціонування американської армії в космосі та здійснення невідкладних чи тривалих космічних операцій. До їхніх обов'язків належать захист інтересів США та стримування актів агресії шляхом проведення операцій у космосі.

## Історія створення
До заснування Космічних сил космічною сферою у США у військовому плані займалися 60 різних організацій, що входять до структури Міністерства оборони та Розвідки. 80 % оборонного «космічного» бюджету інвестувалося у Повітряні сили США. При цьому простежувалася несправедливість у розподілі коштів. Так, у періоді між 2010 та 2014 роками бюджет Повітряних сил США на літакобудування та космічні системи зменшився на третину, але коли бюджет знову почав зростати, закупівлі літаків зросли на 50 %, тоді як закупівлі для космічних потреб (супутники, обслуговчий персонал тощо) продовжували знижуватися ще на 17 %. Також давалася взнаки нестача вузькопрофільних спеціалістів, адже побудувати кар'єру в цій сфері непросто. Наприклад, 2016 року жоден з 37 полковників Повітряних сил США, відібраних для підвищення у званні до бригадного генерала, не був офіцером космічної галузі. Все це призводило до повільного прийняття рішень, розкоординованості та труднощів у виявленні відповідального за помилку.
2017 року республіканець Майк Роджерс та демократ Джим Купер запропонували створити «Космічний корпус» як окремий відділ у Міністерстві Повітряних сил. Ця концепція повинна була б нагадувати те, як Корпус морської піхоти США організаційно входить у структуру Міністерства військово-морських сил. Але цю пропозицію не підтримали.

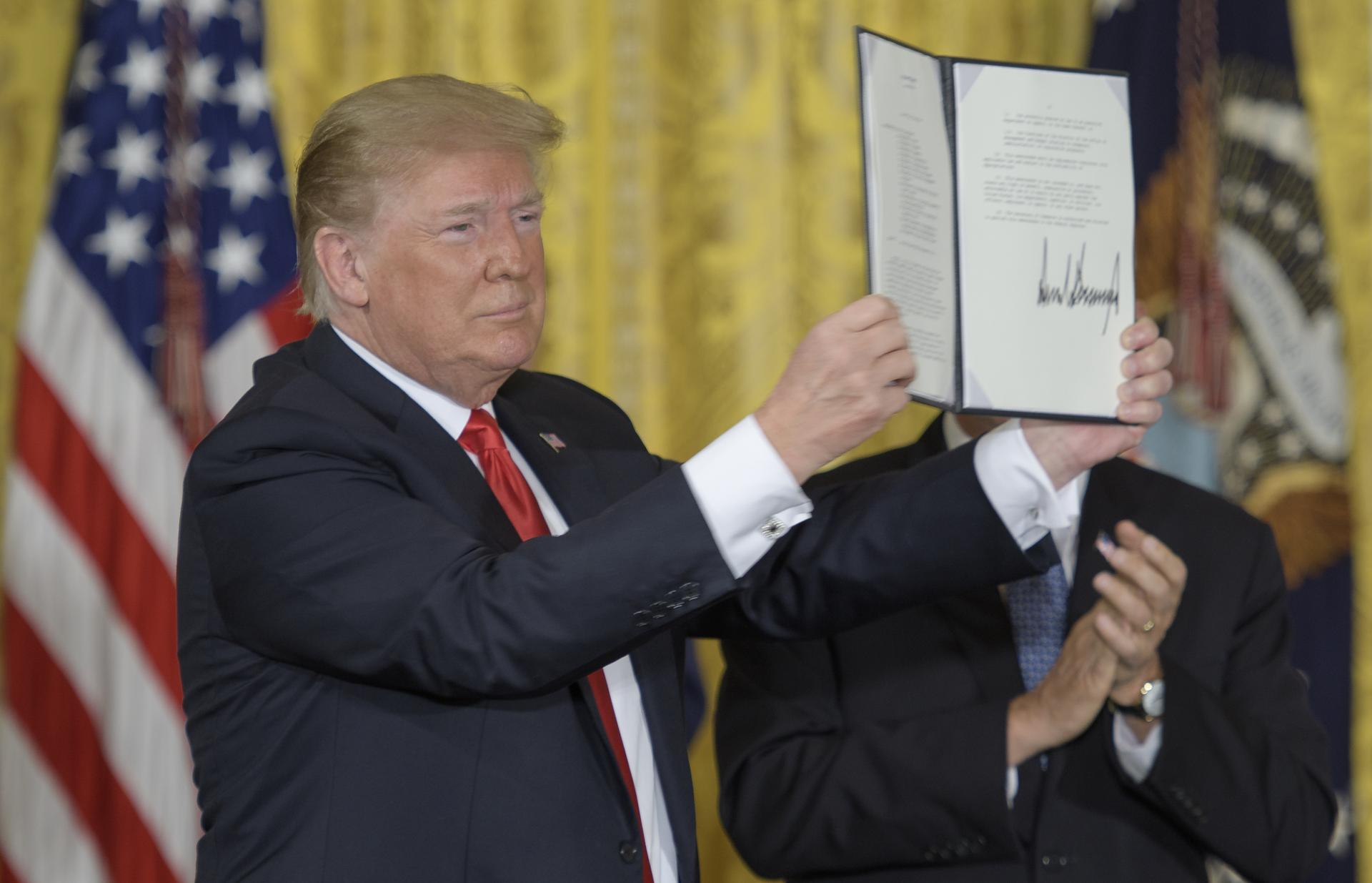
Трамп демонструє підписану Директиву про космічну політику-3

Президент США Дональд Трамп уперше згадав про створення Космічних військ у своїй промові у березні 2018 року. А 18 червня на зустрічі із відродженою Національною Космічною Радою він підписав Директиву про космічну політику-3 (SPD-3). Трамп закликав Міністерство оборони «негайно розпочати процес, необхідний для створення космічних військ як шостого виду збройних сил», що будуть «окремими, але рівними» Повітряним силам США. Безпосередньо це завдання покладалось на Голову Об'єднаного комітету начальників штабів США генерала Джозефа Данфорда.
У серпні 2018 року віцепрезидент США Майк Пенс анонсував, що Космічні війська з'являться 2020 року. 13 серпня Трамп підписав Акт Джона МакКейна Про національну безпеку на 2019 рік (No: 115—232). Згідно з ним Космічне Командування Збройних сил США повинно бути перезасноване наприкінці 2018 року.
У лютому 2019 року, згідно з SPD-4, виявилося, що спочатку Космічні війська все-таки не будуть повністю незалежними від Міністерства Повітряних сил США, однак у майбутньому отримають власне міністерство. Очолювати Космічні війська буде чотиризірковий генерал або адмірал, що стане членом Об'єднаного комітету начальників штабів США. Заступник міністра ПС, що відповідатиме за космос, здійснюватиме цивільний нагляд. Його призначатиме президент і затверджуватиме сенат США.
Планувалося, що Космічні сили на початку створення повинні налічувати 13 тис. осіб із бюджетом на 5 років у $13 млрд. Окрім усіх справ, пов'язаних із космосом, за які раніше відповідали Повітряні сили США, Космічні сили повинні також перейняти на себе справи від армії, військово-морського флоту, агентства протиракетної оборони, Управління стратегічних можливостей, НАСА, NOAA та Міністерства торгівлі США. Також вони повинні підтримувати тісні зв'язки із Національним офісом рекогностування. Тобто до складу Космічних військ повинні увійти: Космічне командування Повітряних сил США, Перша Армійська Космічна бригада, Командування Космічними та військово-морськими воєнними системами та Операційний центр військово-морських супутників. Обговорювалася необхідність створення Резерву та Національної гвардії Космічних військ.
1 вересня 2023 року, за повідомленням інформаційного агентства Bloomberg, Космічні сили США уклали контракт з компанією SpaceX на надання супутникового зв'язку військовим за допомогою системи Starshield. Система буде заснована на базі Starlink, але матиме додаткові можливості для захисту національної безпеки США. Угода між SpaceX та Космічними силами США розрахована на рік, максимальні витрати за контрактом — $70 млн.
Впродовж 2024 року Космічні сили США здійснили 93 запуски ракет зі станції космічних сил на мисі Канаверал і Космічного центру Кеннеді у Флориді. За повідомленням Space, цей показник став новим рекордом, перевершивши попередній результат 2023 року, коли було здійснено 74 місії.

### Проєкт PWSA
В 2023 році Збройні сили США почали активно інвестувати у створення свого власного супутникового мережевого кластера в складі Космічних сил США. Згідно з повідомленням CNBC, таке рішення було натхненне успішним розвитком комерційних мереж, таких як Starlink і OneWeb. Компанія Lockheed Martin стала одним з ключових учасників програми Space Development Agency (SDA) — одного з підрозділів Космічних сил США. SDA готується до запуску другої місії свого супутникового кластера під назвою «Proliferated Warfighter Space Architecture» (PWSA). Основною причиною створення такої мережі є прагнення Пентагону забезпечити високий ступінь безпеки, недосяжний для комерційних мереж. Крім цього, PWSA стане важливим внеском Космічних сил США в амбітний проєкт Пентагону Joint All-Domain Command and Control (JADC2), мета якого — створити єдину мережу на всіх військових напрямках.
2 вересня 2023 року, на реалізацію проєкту PWSA для Агентства космічних досліджень (SDA) Космічних сил США, з авіабази Ванденберг у Каліфорнії (США) було здійснено запуск ракети-носія Falcon 9 з 13 супутниками, які увійдуть до складу демонстраційного сузір'я, яке буде складатися з 28 супутників. Таким чином, як повідомило видання Space.com, буде забезпечено «глобальний військовий зв'язок та можливості попередження, індикації та відстеження ракет».

## Відгуки
Схвально щодо створення Космічних сил США відгукнулися:
- керівник НАСА Джим Брайденстайн: «Космічні сили повинні будуть захищати супутники GPS, без яких неможлива буде робота багатьох служб на Землі»[18];
- керівник SpaceX Ілон Маск: «Космічні сили стануть у нагоді при поширенні людства за межі Землі»[19];
- астрофізик Ніл Деграсс Тайсон: «вони можуть допомагати боротися із космічним сміттям та, по можливості, запобігти падінню на Землю астероїда»[20];
- астронавти Базз Олдрін, Террі Вейн Віртс. Джек Лусма, Девід Александер Вулф та Клейтон Конрад Андерсон;
- міністр оборони США Джеймс Меттіс та міністр Повітряних сил США Гізер Вілсон, будучи раніше противниками Космічного корпусу, підтримали створення Космічних сил.

Проти створення Космічних сил виступили колишній міністр Повітряних сил США Дебора Лі Джеймс та Майкл О'Генлон із інституту Брукінгса. Вони вважають, що не варто розділяти Повітряні сили США і що створення найменшої з наявних у США збройної сили навряд чи допоможе захистити супутники.